# Oakland Raiders 1971
La stagione 1971 degli Oakland Raiders è stata la seconda della franchigia nella National Football League, la 12ª complessiva. Dopo quattro titoli di division consecutivi la squadra finì seconda nella AFC West dietro i Kansas City Chiefs, mancando l'accesso ai playoff.

## Scelte nel Draft 1971
| Scelte dei Raiders nel Draft 1971 |        |                 |       |                  |
| Giro                              | Scelta | Giocatore       | Ruolo | College          |
| 1                                 | 19     | Jack Tatum      | DB    | Ohio St          |
| 2                                 | 45     | Phil Villapiano | LB    | Bowling Green St |
| 3                                 | 73     | Warren Koegel   | C     | Penn St          |
| 4                                 | 97     | Clarence Davis  | RB    | USC              |
| 5                                 | 123    | Bob Moore       | TE    | Stanford         |
| 6                                 | 149    | Greg Slough     | LB    | USC              |
| 7                                 | 157    | Don Martin      | DB    | Yale             |
| 9                                 | 227    | Dave Garnett    | RB    | Pittsburgh       |
| 10                                | 238    | Bill West       | DB    | Tennessee St     |
| 10                                | 253    | Tim Oesterling  | DT    | UCLA             |
| 11                                | 279    | Jim Poston      | DT    | South Carolina   |
| 12                                | 305    | Horace Jones    | DE    | Louisville       |
| 13                                | 334    | Mick Natzel     | DB    | Central Michigan |
| 14                                | 357    | Tom Gipson      | DT    | North Texas      |
| 15                                | 383    | Andy Giles      | LB    | William & Mary   |
| 16                                | 412    | Tony Stawarz    | DB    | Miami (FL)       |
| 17                                | 442    | Charles Hill    | WR    | Sam Houston St   |

## Roster
| Roster degli Oakland Raiders nel 1971 |
| --- |
| Quarterback - 3 Daryle Lamonica - 12 Ken Stabler Running Back - 40 Pete Banaszak - 28 Clarence Davis - 32 Don Highsmith - 44 Marv Hubbard - 23 Charlie Smith Wide Receiver - 25 Fred Biletnikoff - 89 Drew Buie - 10 Eldridge Dickey - 13 Rod Sherman Tight End - 87 Raymond Chester - 88 Bob Moore Offensive Linemen - 76 Bob Brown T - 64 George Buehler G - 70 Jim Harvey G - 56 Warren Koegel C - 77 Ron Mix T - 00 Jim Otto C - 78 Art Shell T - 63 Gene Upshaw G Defensive Linemen - 84 Tony Cline DE - 83 Ben Davidson DE - 82 Horace Jones DE - 74 Tom Keating DT - 80 Art Thoms DT Linebacker - 50 Duane Benson - 55 Dan Conners - 86 Gerald Irons - 54 Terry Mendenhall - 34 Gus Otto - 41 Phil Villapiano - 49 Carl Weathers Defensive Back - 43 George Atkinson FS - 24 Willie Brown CB - 31 Jack Tatum FS - 20 Jimmy Warren - 48 Nemiah Wilson CB Special Team - 16 George Blanda K - 4 Jerry DePoyster K/P - 11 Mike Eischeid P                                            |
| Legenda - I rookie sono in corsivo. - Il primo ruolo è il principale mentre gli eventuali successivi indicano i ruoli secondari. - (IR) sta per Injured Reserve ed indica la lista ristretta per un solo giocatore infortunato che può tornare ad allenarsi dopo la settimana 6 e a rientrare in prima squadra dopo che questa ha giocato 8 partite. - (NF-Inj.) / (NF-Ill.) stanno rispettivamente per Non-Football Injured e Non-Football Illness ed indicano le liste dove viene inserito un giocatore che ha un infortunio o una malattia non dipendente dal football americano. - (PUP) sta per Physically Unable to Perform ed indica la lista dove viene inserito un giocatore mentre è in attesa di recuperare la condizione fisica. Nella stagione regolare dopo la sesta partita giocata dalla propria squadra, il giocatore ha tempo tre settimane per riprendere ad allenarsi, più tre settimane aggiuntive dal suo rientro agli allenamenti per rientrare in prima squadra. |

## Calendario
| Stagione regolare |                         |           |
| Turno             | Avversario              | Risultato |
| 1                 | at New England Patriots | S 20–6    |
| 2                 | at San Diego Chargers   | V 34–0    |
| 3                 | at Cleveland Browns     | V 34–20   |
| 4                 | at Denver Broncos       | V 27–16   |
| 5                 | Philadelphia Eagles     | V 34–10   |
| 6                 | Cincinnati Bengals      | V 31–27   |
| 7                 | Kansas City Chiefs      | P 20–20   |
| 8                 | at New Orleans Saints   | P 21–21   |
| 9                 | Houston Oilers          | V 41–21   |
| 10                | San Diego Chargers      | V 34–33   |
| 11                | Baltimore Colts         | S 37–14   |
| 12                | at Atlanta Falcons      | S 24–13   |
| 13                | at Kansas City Chiefs   | S 16–14   |
| 14                | Denver Broncos          | V 21–13   |

## Classifiche
| AFC West Division  |    |   |   |      |       |       |     |     |     |
|                    | V  | S | P | %    | DIV   | CONF  | PF  | PS  | STR |
| Kansas City Chiefs | 10 | 3 | 1 | .769 | 4–1–1 | 8–2–1 | 302 | 208 | W3  |
| Oakland Raiders    | 8  | 4 | 2 | .667 | 4–1–1 | 7–3–1 | 344 | 278 | W1  |
| San Diego Chargers | 6  | 8 | 0 | .429 | 2–4   | 4–7   | 311 | 341 | L1  |
| Denver Broncos     | 4  | 9 | 1 | .308 | 1–5   | 3–6–1 | 203 | 275 | L2  |

Nota: I pareggi non venivano conteggiati ai fini della classifica fino al 1972.